# مقاطعة مونتغومري (كارولاينا الشمالية)
مقاطعة مونتغومري (بالإنجليزية: Montgomery County)‏ هي إحدى مقاطعات ولاية كارولاينا الشمالية في الولايات المتحدة الأمريكية. مركز المقاطعة أو مقعدها هي مدينة تروي. تأسست هذه المقاطعة سنة 1779.أصل هذه المقاطعة يأتي من: مقاطعة أنسون.